# Christopher Egan
Christopher Andrew "Chris" Egan (* 29. června 1984, Sydney, Austrálie) je australský herec. Jeho nejznámější role je pravděpodobně Nick Smith v australském seriálu Home and Away, kde hrál po tři roky. Mezi jeho významné role také patří David Shepherd v dramatickém seriál televize NBC Kings, moderním převyprávění biblického příběhu o králi Davidovi a králi Saulovi.

## Životopis
Na začátku své kariéry se objevil v několika reklamách a dělal modeling, ale jeho schopnost a ambice pro hraní ho nakonec přesvědčily, když hrál v uvedení Glen Street muzikálů Bídníci a West Side Story. Také se objevil v televizním seriálu Home and Away.
Také trénoval gymnastiku v KICK Performance Group v Sydney. Jako malý soutěžil a poté byl schopen využít své gymnastické schopnosti v thrilleru Crush.
V roce 2003 se přestěhoval do Los Angeles. V roce 2006 se objevil ve filmové adaptaci novely od Christophera Paoliniho, Eragon. V roce 2007 ztvárnil menší roli Mikeyho ve filmu Resident Evil: Zánik. V létě 2009 natáčel v Itálii film Dopisy pro Julii, kde kromě něj hráli Amanda Seyfriedová, Vanessa Redgrave a Gael García Bernal. Film byl velmi úspěšný a právě role v tomto filmu je zatím Christopherovou nejznámější.
Byl obsazen do hlavní role Edgara Allana Poa do seriálu televize ABC Poe. V roce 2014 začal hrát ve sci-fi seriálu Dominion. V roce 2015 hrál roli Zacha v televizním filmu The Prince.

## Film
| Rok  | Název filmu          | Role          |
| ---- | -------------------- | ------------- |
| 2006 | Eragon               | Roran         |
| 2007 | Andělé a panny       | Dioneo        |
| 2007 | Resident Evil: Zánik | Mikey         |
| 2009 | Crush                | Julian        |
| 2010 | Dopisy pro Julii     | Charlie Wyman |

## Televize
| Rok       | Název                               | Role             | Poznámky          |
| --------- | ----------------------------------- | ---------------- | ----------------- |
| 2000-2003 | Home and Away                       | Nick Smith       | 82 dílů           |
| 2002      | Home and Away: Secrets and the City | Nick Smith       | Video film        |
| 2005      | Císař Augustus                      | Agrippa          | minisérie, 3 díly |
| 2006      | Everwood                            | Nick Bennett     | 2 díly            |
| 2006      | Opravdová hlava rodiny              | Felix Methusulah | Televizní film    |
| 2006      | Spiknutí                            | Ben Wilson       | 12 dílů           |
| 2008      | Pretty/Handsome                     | Becket           | Televizní film    |
| 2009      | Kings                               | David Shepherd   | 13 dílů           |
| 2011      | Poe                                 | Edgar Allan Poe  | Televizní film    |
| 2012      | Beauty and the Beast                | Garrick          | Televizní film    |
| 2013      | Gothica                             | Dorian Gray      | Televizní film    |
| 2014-2015 | Dominion                            | Alex Lannon      | Hlavní role       |
| 2015      | The Prince                          | Zach             | Televizní film    |
| 2018      | Interface                           | Finn             |                   |